# Катуница
 Тази статия е за селото в Тракия.  За селото в Пиринска Македония вижте Катунци.  
Катуница е село в Южна България, област Пловдив, община Садово.

## География
Селото се намира на 12 километра от центъра на Пловдив.
Покрай него минава река Чая, вливаща се в Марица. Известно е със своите могили.

## История

### В древността
Историята на селището може да бъде проследена още до времето на Древен Рим. В местностите Дорука и Чикура е била намерена мраморна статуя на Дионис. В района са намирани и римски монети – сребърна на император Гордиан ІІІ (238 – 244) и бронзови на Марция Отацилия, съпруга на Филип Араб (244 – 249), Константин ІІ (337 – 340) и Констанций ІІ (340 – 361). В местността „Азмака“ има следи от тракийско селище и Ouranopithecus. Намерени са бронзови монети на Филип ІІ (359 – 336 пр.н.е.) и Александър III Велики (336 – 323 г. пр.н.е.); драхми от типа „Силен и нимфа“ (5 – 4 век пр.н.е.), статери на Тасос (6 – 5 век пр.н.е.), бронзова монета на тракийския град Одрюза (Филипопол) от Тип 1 (2 – 1 век пр.н.е.) и др. В същата местност местни жители, при селскостопанска работа в периода 2001 – 2005 са намерили 3 сребърни римски денара – по 1 брой на императорите Антонин Пий (138 – 161), Септимий Север (193 – 211) и Елагабал (218 – 222). Оттук произхожда и находка на силно изтрита бронзова колониална монета на Филипопол, сечена от император Марк Аврелий (161 – 180).

### При османската власт
По времето на османското робство селото се е намирало в местността Чиирите, на около 2,5 – 3 км северно от днешното му разположение. В района на Старото село в Чиирите са намерени 2 средновековни монети – 1 медна византийска монета – фолис клас „А2“ на императорите Василий ІІ Българоубиец и Константин VIII (976 – 1028) и 1 сребърна средновековна българска монета – грош на цар Иван Александър (1331 – 1371). Не се знае кога точно селото е образувано и създадено.
Пак в района на Старото село в местността Чиирите са намирани от иманяри и от местни жители при селскостопански работи многобройни единични находки на сребърни и медни ранни османски монети от XV – XVI в. – сребърни акчета и медни мангъри. Сред тях при лични проучвания са засичани екземпляри на султаните емир Сюлейман (1402 – 1409), Мурад ІІ(1421 – 1451), Мехмед ІІ(1451 – 1481) и т.н.
През декември 1979 г. в землището на Катуница са били случайно намерени бронзов средновековен боздуган с отлично запазена дървена дръжка и връх на копие, също с частично запазена дървена дръжка, като копието е било намерено в района на каменната кариера край селото. И двете находки от землището на Катуница, намерени тогава са датирани от тогавашния директор на Археологическия музей – град Пловдив, като отнасящи се към времето на Втората българска държава ХІІ-XIV в. Находките от своя страна свидетелстват, че без съмнение, жителите на селото в Средновековието били войници или с войнишки статут. Това се потвърждава и от ранните османски описи на войниците в Пловдивско от XV – XVI в., в които в не един от тях са описвани и войнуците, родом от Катуница или живеещи към дадения момент на регистрациите в Катуница.
Най-ранните сведения за селото, под името Хатуниче ахали Геберан, са в регистъра на акънджиите от 1472 г., където то е посочено като част от нахията Филибе (Пловдив) –. Като „Село Катуниче“, селото е описано в подробния тимарски регистър на ленната рая в Пловдивско и Старозагорско от 1489 г. В дефтера от 1489 г. Катуница е посочено и описано като част от хаса на санджакбея. Пак под името Катуниче селото е отбелязано и в т.нар. „Откъс от регистър за войнуци в Пловдивско от ХVІ в.“, публикуван в Извори за българската история, том 20, Сф, 1974 г., стр. 186 – 196 (конкретно за Катуница – стр. 191), със сигнатура в ОО на НБКМ-Сф, ОО – Пд 1/87, който въз основа на най-нови проучвания се установи, че е значително по-ранен от първоначално определената му датировка и към настоящия момент се датира като съставен не по-рано или не по-късно от средата на последното десетилетие на XV в., или хипотетично към 1495 г. Във въпросния войнушки дефтер от 1495 г., който е най-ранният войнушки регистър на района изобщо, за Катуница е записано дословно следното „Село Катуниче (Катуница). Войнук Станиша, син на Пейо вместо Рад, син на Смил. Ямаци: Димитри, син на Новак, вместо Новак. Кольо, син на Петко вместо Стойко“. С това си наименование – Катуниче, селото присъства и в друг регистър от 1576 г. и в такъв от 1614 г., където е посочено че се състои от 4 къщи.
Френският пътешественик Пиер Лескалопие, споменава селото, където е пренощувал на 3 април 1574, под името „Катунице“. Той пише следното: „...Този ден (3 април 1574 г.) спахме в Катунице...“.
През 1622 г. селото наброява 5 къщи., а вече през 1633 – 1634 г. селото е споменато като „Село Юнд, с друго име Катуница“, наброявало 21 къщи, през 1695 г. селото е било от 31 къщи, с 28 християнски домакинства (сред които чифлик) и 2 мюсюлмански чифлика.

## Икономика
Показателен факт за находчивостта и предприемчивостта на местното население е фактът, че Катуница е основният доставчик на аспержи за двореца на Фердинанд в столицата. Там французинът Анри Жервелие, пристигнал през 1930-те години, бил смаян от качеството на ягодовия пулп и атрактивната рекламна кампания на ягодите. Девойки в тракийски носии поднасяли пресните плодове на пътуващите по международната жп линия, наричана тогава „Конвенционала“, в ракитови кошнички с рекламна хартия и надписи на френски, немски и английски. За първи път в страната в Катуница предприемчивият Благой Данов отглежда внесени през 1919 г. култивирани върби в промишлено количество и през 1932 г. изпраща първия вагон с върбови пръчки за плетени изделия за Истанбул.
В селото е разпространено земеделието. По-слабо развито е животновъдството. В селото има фирма за производство на сушени продукти, фабрика за преработка на череши, както и спиртна фабрика. Селото разполага и с 2 работилници за производство на боза. Там се намира предприятие за разфасовка и пакетаж на пестициди – сред най-големите фирми в страната.
С града го свързва както междуградски транспорт, така и градски – автобус номер 22, както и железопътни линии.

## Обекти
- основно училище „Христо Ботев“
- читалище с танцова група и библиотека
- стадион с 2 терена, вкл. тренировъчен
- целодневна детска градина „Свобода“.
- църква „Свети Николай“.
- Параклис „Св. Архангел Михаил“
- здравна служба
- аптека
- парк
- сладкарница

## Редовни събития
- Всяка година, в седмицата на празника Св. св. Константин и Елена се провежда събор на селото.
- Футболния отбор на селото участва в ежегоден общински турнир. През 2006 печели първо място.

## Личности
- Васил Драголов – футболист (1962)
- Елена Чаушева – народна певица
- Добри Вълчев – ръководител на оркестър „Хебър“
- Атанас Стоев (Наско Канара) – ръководител на оркестър „Канарите“
- доцент Паница – виден български лекар и бивш депутат
- Костадин Отонов – художник плакатист
- Димитри Иванов – журналист
- Петър Костов (1884 – ?), български революционер от ВМОРО, четник на Петър Апостолов[11]

## Други
На 23 септември 2011 г. микробус с близки на Кирил Рашков (известен повече като Цар Киро) прегазва 19-годишния Ангел Петров от Катуница. По-късно, от стрес, почива и 16-годишният Павел (с болно сърце), пътувал към мястото. Местното българско население обвинява за инцидента властите, които 22 години закриляли и работели за местния „цар“ Киро.